# Кисіль Володимир
Кисіль Володимир (? —до 1926, Польща) — підполковник Дієвої Армії УНР.

## Біографія
Останнє звання у російській армії — штабс-капітан.
У 1918–1919 роках — командир куреня 3-го Сірожупанного полку. У грудні 1919 року був інтернований польською владою у Рівному.
У 1920–1923 роках служив в Армії УНР.
Похований на українському військовому цвинтарі у Щипйорно у Польщі.